# Conraua derooi
Espèce
Statut de conservation UICN

 CR C1 : 
En danger critique
Conraua derooi est une espèce d'amphibiens de la famille des Conrauidae.

## Répartition
Cette espèce se rencontre :
- dans le sud-ouest du Togo ;
- dans le sud-est du Ghana.

## Étymologie
Cette espèce est nommée en l'honneur d'Antoon Emeric Marcel De Roo (1936–1971).

## Publication originale
- Hulselmans, 1972 : Contribution à l'herpétologie de la République du Togo. 4. Description de Conraua derooi n. sp. (Amphibia). Revue de Zoologie et de Botanique Africaines, Tervuren, vol. 84, p. 152-159.